# 東武住販
株式会社東武住販（とうぶじゅうはん）は、山口県下関市に本店を置く不動産会社。
下関市をはじめとする山口県中西部・福岡県にて不動産業（主に中古不動産の売買仲介や賃貸住宅の斡旋）を展開する他、介護福祉用品のレンタル、保険代理店などの事業を行う。
「東武」と名がつくが、関東地方で運輸事業・流通事業などを手がける東武グループ（東武鉄道グループ）や北海道でスーパーマーケットを手がける東武とは無関係。また、埼玉県ふじみ野市にも同名の不動産会社がある（埼玉県知事免許）が、同じく無関係。

## 沿革
- 1984年 9月 - 下関市長府にて有限会社東武住販設立（資本金300万円）。
- 1987年 7月 - 本社を下関市岬之町に移転。
- 1989年 2月 - 資本金を1000万円に増額。
- 1989年 8月 - 株式会社に組織変更、下関市長府に支店開設。
- 1990年 5月 - 下関市南部町に本社ビル完成・移転。
- 1993年 6月 - 資本金を3000万円に増額。
- 1995年11月 - 宅地建物取引業法に基づく建設大臣免許を取得、北九州店（現北九州門司店）を開設して福岡県内での事業を開始。
- 1996年12月 - 携帯電話販売事業に進出。
- 1997年 3月 - 資本金を4500万円に増額。
- 2003年12月 - 下関市岬之町に東武住販本社ビルを建設、本社・本店を移転。
- 2004年 7月 - auショップをイオン長府SCに開設。
- 2008年 5月 - 介護福祉用具貸与・販売・住宅改修事業の東武メディアを「介護・福祉事業部」として合併。
- 2010年 5月 - 人材派遣・紹介事業の人財プロモーションを「人材派遣・紹介事業部」として合併。
- 2010年 6月 - 資本金を5500万円に増額。
- 2010年 6月 - 本店、リノベーション事業部がISO14001認証取得。
- 2011年11月 - 人材派遣・紹介事業を営業譲渡。
- 2012年 3月 - 資本金を8900万円に増額。
- 2012年 4月 - 資本金を1億1276万円に増額。
- 2013年 2月 - 介護・福祉事業部をイオン長府SCに移転。
- 2014年 5月 - 東京証券取引所ジャスダック及び福岡証券取引所Q-Boardに上場。
- 2015年 1月 - 携帯電話販売事業から撤退。

## 事業内容
- 不動産売買事業
  - 自社不動産売買事業
  - 不動産売買仲介事業
- 不動産賃貸事業
  - 不動産賃貸仲介事業
  - 不動産管理受託事業
  - 自社不動産賃貸事業
- 不動産関連事業
  - 保険代理店事業
- 介護福祉事業